# Управљање стресом
Управљање стресом укључује широк спектар техника усмерених на регулисање нивоа стреса, посебно хроничног стреса, најчешће са циљем побољшања свакодневног живота. Данашњи начин живота готово је немогуће замислити без стреса. Он  прожима свакодневне активности и  саставни је део свакодневице. Међутим, наученост да живимо са стресом не значи да то не утиче на нашу психу и тело. Штетни ефекти стреса су увелико познати, па ипак појединци не налазе довољно времена да се ослободе или смање стрес. Зато је важно ефикасно управљање стресом,  јер било да је стрес научен или стечен, он се може купирати посебним техникама за побољшавање способности за ефикасно управљања стресом.

## Терминологија
Управљање стресом у чијем контексту се, израз "стрес" односи само на стрес са значајним негативним последицама, односно на оно што је Ханс Сели у своју терминологију увео као "дистрес". Дакле, то не односи на "еустрес", или стрес са благотворним дејством или на неки други начин позитивним последицама.

## Симптоматологија и значај стреса
Стрес има много физичких и психичких симптома, који варирају у зависности од фактора ситуације сваког појединца. Симптоми могу укључивати физичко оштећење или депресију. Процес суочавања са стресом сматра се једним од кључних фактора срећног и успешног живота у савременом друштву.
Иако нам је живот на висини, суочавање са стресом пружа неколико начина за контролу анксиозности и одржавање здравља и благостања.
Иако се стрес често посматра као субјективна ствар, нивои стреса се лако може мерити праћењем физиолошких одговора. Полиграф, на пример, ради на сличном принципу.

## Технике за управљање и суочавање са стресом
Постоји много практичних техника управљања стресом. Неке од њих могу обављати здравствени радници, друге може  сама особа тестирати. Ове технике могу помоћи у смањењу нивоа стреса, изазвати позитиван осећај контроле над сопственим животом и побољшати опште психичко и благостање.
За управљање стресом користе се различити облици или компоненте психотерапије и различите методе обуке, као што су: 
- Смањење стреса засновано на пажњи према Jon Kabat-Zinn
- Чоачинг
- Информациони систем ДИН А6
- Плутајући стрес
- Фокусирање,[3][4][5]
- Добијање ствари
- Инструментално управљање стресом
- Когнитивна терапија
- Управљање когнитивним стресом
- Управљање конфликтима
- Неуроемоционална интеграција са ЕМДР
- Самоуправљање и терапија самоуправљање
- Саморегулација (психологија)
- Поједностављење свопственог живота
- Софрологија
- Лазарев модел стреса као суочавање које је оријентисано на проблеме и емоције
- Систематска десензибилизација
- Методе вежби за ослобађање од напетости и трауме (ТРЕ) према Давиду Берклију
- Теорија очувања ресурса вишеосни модел суочавања
- Управљање временом
- Циришки модел опуштања
- Опуштање током одмора, може краткорочно помоћи у смањењу стреса, али не утиче посебно на основни проблем.

У контексту суочавања са стресом код деце и адолесцената, на пример, критикује се стрес изазван већим оптерећењем у осмогодишњој и средњој школи Г8 („Турбо Абитур“).
Према тренутним студијама, симптоми стреса попут болова у стомаку или страха од испита јављају се код сваког петог детета, често праћени лошом концентрацијом и поремећајима у перформансама.
Разговори са дететом и добар баланс између школе и слободног времена идеални су за суочавање са стресом.